# NGC 5071
NGC 5071 este o radiogalaxie situată în constelația Fecioara. A fost descoperită în 25 martie 1865 de către Albert Marth.